# Doryscelis humbloti
Doryscelis humbloti är en skalbaggsart som beskrevs av Oberthur 1887. Doryscelis humbloti ingår i släktet Doryscelis och familjen Cetoniidae. Inga underarter finns listade i Catalogue of Life.